# Bộ Thử (黍)
Bộ Thử, bộ thứ 202 có nghĩa là "lúa nếp" là 1 trong 4 bộ có 12 nét trong số 214 bộ thủ Khang Hy.
Trong Từ điển Khang Hy có 46 chữ (trong số hơn 40.000) được tìm thấy chứa bộ này.

## Tự hình Bộ Thử (黍)

Giáp cốt văn
Kim văn
Đại triện
Tiểu triện

## Chữ thuộc Bộ Thử (黍)
| Số nét bổ sung | Chữ      |
| -------------- | -------- |
| 0              | 黍/thử/  |
| 3              | 黎/lê/   |
| 5              | 黏/niêm/ |
| 11             | 黐/ly/   |